# Papilio rutulus
Espèce
Répartition géographique
Papilio rutulus ou Machaon tigré de l'Ouest est une espèce d'insectes lépidoptères qui appartient à la famille des Papilionidae, à la sous-famille des Papilioninae et au genre Papilio.
Il vit dans l'ouest de l'Amérique du Nord.

## Dénomination
Il a été nommé Papilio rutulus par Hippolyte Lucas en 1852.

### Noms vernaculaires
Papilio rutulus se nomme Western Tiger Swallowtail en anglais .

## Description
Papilio rutulus est un grand papillon d'une envergure de 70 mm à 100 mm, d'une couleur jaune clair rayé de noir, bordé d'une bande noire, des taches bleues et une lunule anale orange près de sa "queue" .
Ce grand papillon est très actif ; on l'observe rarement posé.

### Chenille et chrysalide
Les œufs sont verts, brillants et sphériques. Ils sont déposés séparément sur le dessous des feuilles. Les chenilles naissent environ quatre jours plus tard. Les jeunes chenilles ressemblent à des déjections d'oiseaux. En muant, elles deviennent d'un vert brillant, avec une paire de grands ocelles jaunes centrés de noir et de bleu.
La chenille mue cinq fois, pour atteindre une longueur maximale de 5 cm avant de se transformer en pupe. En été, le papillon peut éclore à peine 15 jours après que la chenille se soit transformée en pupe. Toutefois, quand la chenille mue à l'automne, le papillon ne naîtra pas avant le printemps. La chrysalide est verte en été et brun foncé en hiver et ressemble à un morceau de bois.

## Biologie

### Période de vol et hivernation
Les papillons émergent à la fin de l'hiver entre février et mai suivant la température de sorte qu'on les voit plus tôt dans le sud et les régions côtières de son aire de répartition. Les femelles adultes pondent jusqu'à une centaine d'œufs au total. Les mâles se rassemblent souvent avec d'autres espèces de papilionidés au bord des piscines et le long des ruisseaux et des rivières. Ils boivent de l'eau et de la boue, extrayant des minéraux ainsi que de l'eau.
Il vole en deux générations entre mai et fin juillet.

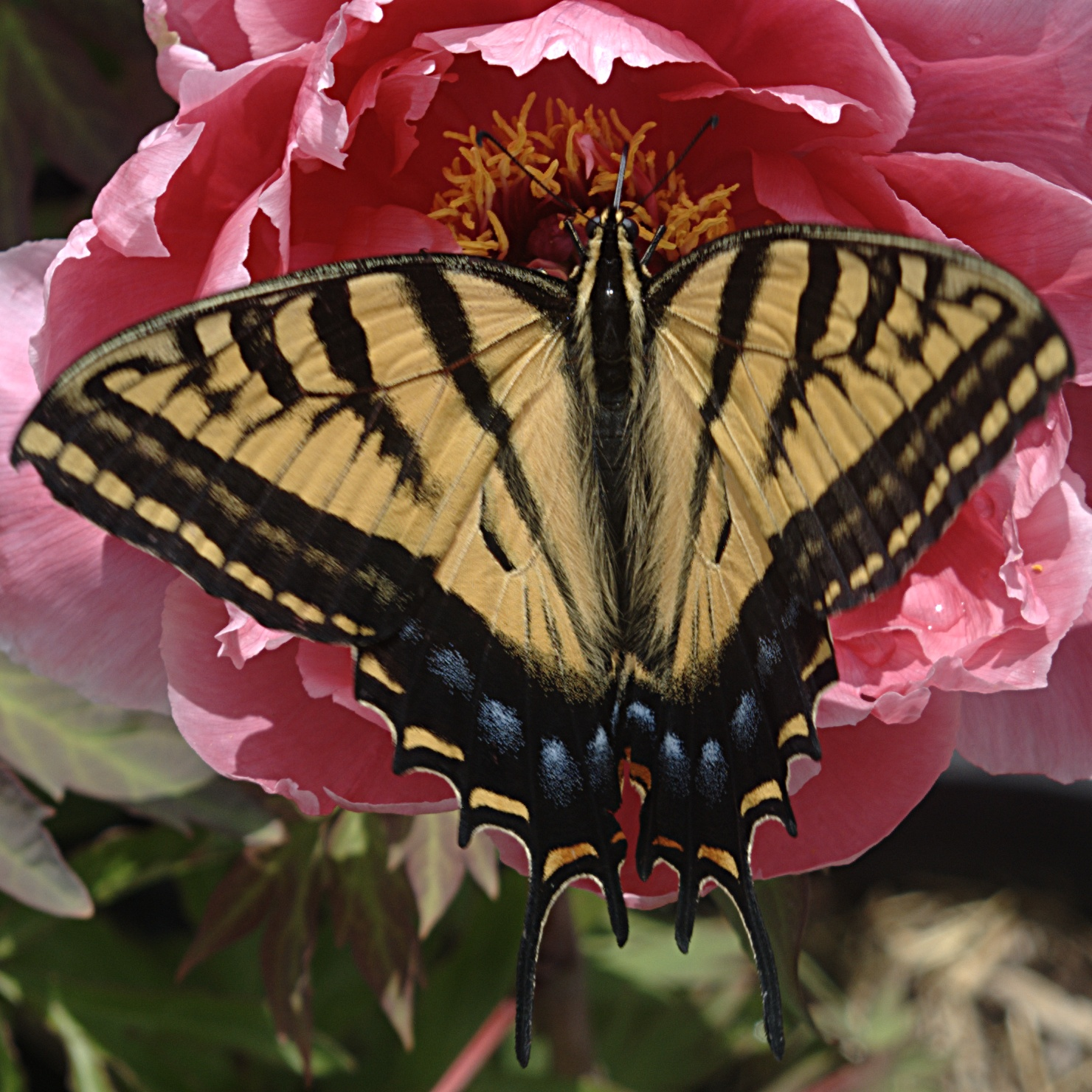
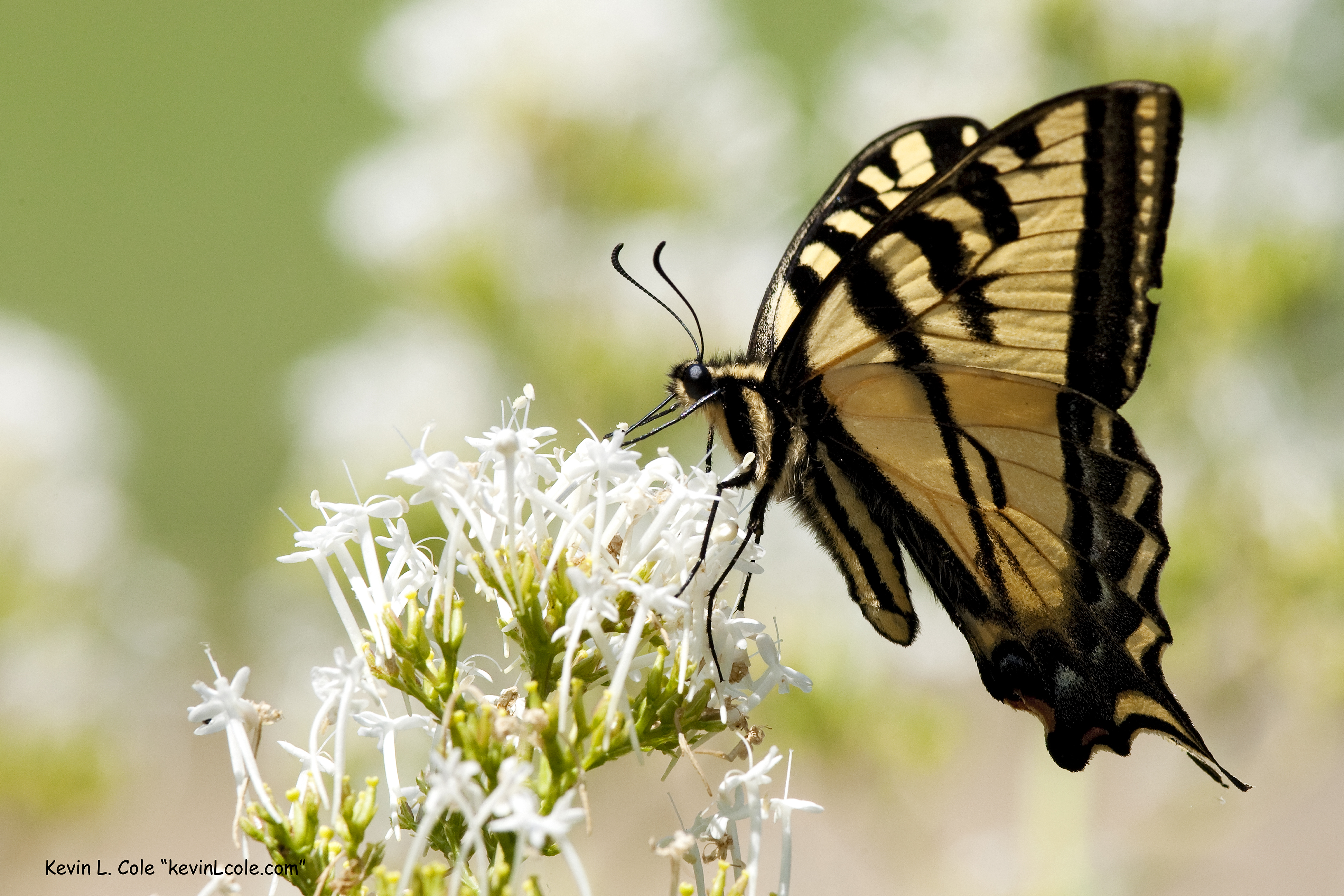

Il hiverne à l’état de chrysalide.

### Plantes hôtes
Les plantes hôtes de sa chenille sont nombreuses : Prunus cerasus, Prunus domestica var. galatensis, Prunus americana, Prunus virginiana, Prunus persica, Prunus emarginata, Prunus ilicifolia, Prunus armeniaca, Prunus caroliniana, Malus pumila, Populus balsamifera, Populus tremuloides, Populus trichocarpa, Populus angustifolia, Salix lasiolepis, Salix lasiandra, Salix scouleriana, Salix exigua, Salix babylonica, Salix hookeriana, Betula papyrifera var. commutata, Alnus tenuifolia, Alnus viridis, Alnus crispa', Acer, Ulmus, Platanus racemosa, Persea americana, Fraxinus, Syringa vulgaris, Ptelea baldwinii, Quercus chrysolepis.

## Écologie et distribution
Il réside dans l'ouest de l'Amérique du Nord, du sud du Canada presque uniquement en Colombie-Britannique jusqu'au Nouveau-Mexique et la Basse Californie jusqu'à l'ouest du Dakota et le sud-est du Colorado.

### Biotope
Il réside dans les parcs urbains et des jardins ainsi que dans les zones rurales boisées et les zones ripariennes.

### Protection
Pas de statut de protection particulier.

## Liens taxonomiques
- (en) Catalogue of Life : Papilio rutulus Lucas, 1852 (consulté le 15 décembre 2020)
- (en) NCBI : Papilio rutulus (taxons inclus)